# Guibemantis kathrinae
A Guibemantis kathrinae  a kétéltűek (Amphibia) osztályába és  a békák (Anura) rendjébe aranybékafélék (Mantellidae) családjába tartozó faj. 

## Előfordulása
Madagaszkár endemikus faja. A sziget keleti oldalán, Andapa és An'Ala közelében, 500–840 m-es tengerszint feletti magasságban honos.

## Nevének eredete
Nevét Kathrin Schmidt német író tiszteletére kapta, elismerve a madagaszkári kétéltűek tanulmányozásában nyújtott segítségét; Andapa közelében végzett hangfelvételei nagy segítséget nyújtottak a Mantidactylus (jelenlegi osztályozás szerint Guibemantis) fajok rokonsági kapcsolatainak tisztázásában.

## Megjelenése
Közepes méretű Guibemantis faj. A hímek mérete a típuspéldány fellelésének helyén 57–59 mm, az Andapa környéki hímek mérete 44 mm, a nőstényeké 46 mm körüli. Morfológiailag hasonlít a Guibemantis depressiceps fajhoz. Az An'Ala körnéykén megfigyelt egyedek mérete nagyobb. Genetikai szempontból a faj közeli kapcsolatban áll a Guibemantis tornieri fajjal.

## Természetvédelmi helyzete
A vörös lista a sebezhető fajok között tartja nyilván. Helyileg nagy számban fordul elő, de nincs megbízható hosszú távú adat a populáció alakulásáról. Egy védett területen, a Marojejy Nemzeti Parkban fordul elő.